# Stewart Downing
Stewart Downing (sinh ngày 22 tháng 7 năm 1984) là một cầu thủ bóng đá thi đấu cho Middlesbrough và Đội tuyển bóng đá quốc gia Anh. Anh chủ yếu thi đấu ở vị trí tiền vệ chạy cánh, phần lớn là cánh trái. Downing cũng có thể đá tiền vệ tấn công.
Downing bắt đầu sự nghiệp tại Middlesbrough. Sau khi được cho mượn ở Sunderland, anh trở thành cầu thủ chủ chốt của Middlesbrough và giành chức vô địch League Cup năm 2004 cũng như vào tới chung kết Cúp UEFA hai năm sau. Vào năm 2009, sau khi Boro xuống hạng, anh gia nhập Aston Villa, rồi sau đó chuyển tới Liverpool năm 2011, cùng Liverpool giành League Cup năm 2012. Anh thi đấu hai mùa giải cho West Ham United từ năm 2013 tới 2015 rồi trở lại Middlesbrough.
Lên tuyển quốc gia từ năm 2005, Downing có 35 trận cho đội tuyển Anh. Anh cùng đội vào tới tứ kết Giải vô địch bóng đá thế giới 2006 và Giải vô địch bóng đá châu Âu 2012.

## Sự nghiệp câu lạc bộ

### Middlesbrough
Downing lớn lên ở Pallister của Middlesbrough và ủng hộ cho câu lạc bộ từ khi còn là học sinh. Anh được xem là một trong những người tốt nghiệp đầy hứa hẹn của học viện bóng đá Middlesbrough.

## Thống kê sự nghiệp

### Câu lạc bộ
Tính đến 17 tháng 9 năm 2016
| Câu lạc bộ          | Mùa giải            | Premier League      | Premier League | Premier League | FA Cup | FA Cup | League Cup | League Cup | Châu Âu | Châu Âu | Tổng cộng | Tổng cộng |
| Câu lạc bộ          | Mùa giải            | Hạng                | Trận           | Bàn            | Trận   | Bàn    | Trận       | Bàn        | Trận    | Bàn     | Trận      | Bàn       |
| ------------------- | ------------------- | ------------------- | -------------- | -------------- | ------ | ------ | ---------- | ---------- | ------- | ------- | --------- | --------- |
| Middlesbrough       | 2001–02             | Premier League      | 3              | 0              | 0      | 0      | 0          | 0          | —       | —       | 3         | 0         |
| Middlesbrough       | 2002–03             | Premier League      | 2              | 0              | 0      | 0      | 1          | 1          | —       | —       | 3         | 1         |
| Middlesbrough       | 2003–04             | Premier League      | 20             | 0              | 2      | 0      | 2          | 0          | —       | —       | 24        | 0         |
| Middlesbrough       | 2004–05             | Premier League      | 35             | 5              | 2      | 0      | 2          | 0          | 9       | 1       | 48        | 6         |
| Middlesbrough       | 2005–06             | Premier League      | 12             | 1              | 5      | 0      | 0          | 0          | 9       | 0       | 26        | 1         |
| Middlesbrough       | 2006–07             | Premier League      | 34             | 2              | 8      | 0      | 0          | 0          | —       | —       | 42        | 2         |
| Middlesbrough       | 2007–08             | Premier League      | 38             | 9              | 5      | 1      | 2          | 0          | —       | —       | 45        | 10        |
| Middlesbrough       | 2008–09             | Premier League      | 37             | 0              | 5      | 2      | 1          | 0          | —       | —       | 43        | 2         |
| Middlesbrough       | Tổng cộng           | Tổng cộng           | 181            | 17             | 27     | 3      | 8          | 1          | 18      | 1       | 234       | 22        |
| Sunderland (mượn)   | 2003–04             | First Division      | 7              | 3              | 0      | 0      | 0          | 0          | —       | —       | 7         | 3         |
| Aston Villa         | 2009–10             | Premier League      | 25             | 2              | 6      | 0      | 4          | 1          | 0       | 0       | 35        | 3         |
| Aston Villa         | 2010–11             | Premier League      | 38             | 7              | 3      | 0      | 2          | 1          | 1       | 0       | 44        | 8         |
| Aston Villa         | Tổng cộng           | Tổng cộng           | 63             | 9              | 9      | 0      | 6          | 2          | 1       | 0       | 79        | 11        |
| Liverpool           | 2011–12             | Premier League      | 36             | 0              | 6      | 2      | 4          | 0          | —       | —       | 46        | 2         |
| Liverpool           | 2012–13             | Premier League      | 29             | 3              | 2      | 0      | 2          | 0          | 12      | 2       | 45        | 5         |
| Liverpool           | Tổng cộng           | Tổng cộng           | 65             | 3              | 8      | 2      | 6          | 0          | 12      | 2       | 91        | 7         |
| West Ham United     | 2013–14             | Premier League      | 32             | 1              | 1      | 0      | 4          | 0          | —       | —       | 37        | 1         |
| West Ham United     | 2014–15             | Premier League      | 37             | 6              | 4      | 0      | 1          | 0          | —       | —       | 42        | 6         |
| West Ham United     | Tổng cộng           | Tổng cộng           | 69             | 7              | 5      | 0      | 5          | 0          | —       | —       | 79        | 7         |
| Middlesbrough       | 2015–16             | Championship        | 45             | 3              | 0      | 0      | 4          | 0          | —       | —       | 49        | 3         |
| Middlesbrough       | 2016–17             | Premier League      | 11             | 1              | 0      | 0      | 1          | 0          | —       | —       | 12        | 1         |
| Middlesbrough       | Tổng cộng           | Tổng cộng           | 56             | 4              | 0      | 0      | 5          | 0          | —       | —       | 61        | 4         |
| Tổng cộng sự nghiệp | Tổng cộng sự nghiệp | Tổng cộng sự nghiệp | 441            | 43             | 49     | 5      | 30         | 3          | 31      | 3       | 551       | 54        |

### Quốc tế
Tính đến ngày 18 tháng 12 năm 2014.
| Đội tuyển quốc gia | Năm       | Trận | Bàn |
| ------------------ | --------- | ---- | --- |
| Anh                | 2005      | 1    | 0   |
| Anh                | 2006      | 8    | 0   |
| Anh                | 2007      | 7    | 0   |
| Anh                | 2008      | 5    | 0   |
| Anh                | 2009      | 2    | 0   |
| Anh                | 2011      | 9    | 0   |
| Anh                | 2012      | 2    | 0   |
| Anh                | 2014      | 1    | 0   |
| Tổng cộng          | Tổng cộng | 35   | 0   |

## Danh hiệu
Middlesbrough
- Cúp Liên đoàn bóng đá Anh: 2003–04 [3]
- Á quân UEFA Cup: 2005–06 [4]
- Á quân Championship: 2015–16 [5]

Aston Villa
- Á quân Cúp Liên đoàn Anh: 2009–10 [6]

Liverpool
- Cúp Liên đoàn bóng đá Anh: 2011–12 [7]
- Á quân FA Cup: 2011–12 [8]

Cá nhân
- Alan Hardaker Trophy: 2012 [9]
- Cầu thủ xuất sắc nhất mùa giải của Aston Villa: 2010–11 [10]
- Cầu thủ xuất sắc nhất mùa giải của Middlesbrough: 2004–05 [11]
- Cầu thủ trẻ xuất sắc nhất mùa giải của Middlesbrough: 2003–04 [12]